# Valery Sabline
Valery Mikhaïlovitch Sabline (Валерий Михайлович Саблин ou Valerij Michajlovič Sabline en russe), né le 1er janvier 1939 et mort le 3 août 1976, est un officier de marine soviétique, membre du Parti communiste.
En novembre 1975, il mène une mutinerie sur la frégate lance-missile soviétique Storojevoï (Сторожевой ou Storoževoj signifie « vigilant » en russe), dans l'espoir de commencer une révolution politique léniniste en Union soviétique et de dénoncer la corruption du régime brejnevien. Sa rébellion échoue et il est fusillé pour trahison neuf mois plus tard en application de la loi du 8 juin 1934 sur la trahison de la patrie.
En 1994, le Collège militaire de la Cour suprême de la fédération de Russie le réhabilite partiellement.

## Jeunesse
Sabline est né en 1939, il est le fils d'un officier de marine. En 1960, il est diplômé de l'école navale militaire de Léningrad. Il devient officier et sert dans la Flotte soviétique du Nord. En 1973, il est diplômé de l'Académie Lénine politico-militaire et est nommé agent politique.

## Mutinerie
Le 7 novembre 1975, le capitaine de 3e rang (grade équivalent à capitaine de corvette), Valery Sabline, saisit le Storojevoï, une frégate soviétique de classe Krivak. Valery Sabline enferme le capitaine du navire et d'autres officiers en cale. 
Le plan de Sabline est d'emmener le bateau depuis le golfe de Riga jusque dans le golfe de Finlande, d'y amarrer le navire et le mettre hors service, pour ensuite dénoncer la corruption rampante du régime soviétique, par radio et par télévision interposées.
Dans son discours, il compte expliquer au public la corruption des autorités au pouvoir, la démagogie et les mensonges qui conduisent le pays aux abîmes, l'abandon des idéaux de démocratie, et la nécessité de faire revivre les principes léninistes de justice. 
À la sortie du golfe de Riga, un officier subalterne réussit à s'échapper et demande de l'aide par radio. Lorsque le Storojevoï arrive en haute mer, il est suivi par 10 avions de reconnaissance et neuf navires partent à sa poursuite. Sabline se rend, après que plusieurs bombes ont été larguées à l'avant et l'arrière du navire.
Arrêté, Sabline est jugé, en mai 1976, par un tribunal militaire. Il est reconnu coupable de trahison à la patrie et condamné à 15 années d'emprisonnement. Mais il est retrouvé mort d'une balle dans la nuque le 3 août 1976, sans doute exécuté par les services secrets soviétiques[réf. nécessaire]. Son compagnon lors de la mutinerie, le matelot (mатрос) Alexander Shein, écope d'une peine de prison de huit ans. Tous les autres mutins sont libérés, mais avec la stricte obligation de ne rien révéler de la mutinerie.
En 1994, le Collège militaire de la Cour suprême de la fédération de Russie examine la possibilité d'une réhabilitation posthume. Le tribunal réhabilite partiellement Sabline et son campagnon Alexander Shein, qui avait entre-temps purgé sa peine.

## Rapport du Kremlin
Le Kremlin ne voulait pas que la nouvelle de la mutinerie se propage et était donc prêt à la présenter à l'opinion publique mondiale comme une tentative de défection à l'Ouest. La course du navire rend cette interprétation plausible. En effet, le golfe de Riga est impraticable au nord. Un navire qui se rend à Léningrad depuis Riga doit d'abord aller vers l'ouest vers l'île suédoise de Gotland, puis s'orienter nord-ouest vers Stockholm, et puis finalement tourner à l'est en direction du golfe de Finlande et ensuite vers le port de Leningrad. La direction du Storojevoï pouvait donc donner l'impression qu'il se dirigeait vers la Suède au lieu de Leningrad. Jusqu'à la fin de la guerre froide, les renseignements occidentaux croiront que l'équipage allait faire défection.

## Dans la culture populaire

### Le roman et le film
Cet événement a inspiré l'écrivain américain Tom Clancy pour son roman Octobre rouge publié en 1984. John McTiernan en réalise l'adaptation pour le cinéma en 1990, sous le titre À la poursuite d'Octobre rouge.

### Jeu vidéo
Dans le mod du jeu Hearts of Iron 4 : The New Order, Last Days of Europe (qui met en scène une uchronie dans laquelle l'Allemagne nazie a gagné la Seconde Guerre mondiale), Valery Sabline dirige une rébellion contre la dictature de l'ancien chef du NKVD Guenrikh Iagoda afin de restaurer l'Union soviétique.